# Justice to Believe
Singles de Nana Mizuki
Super Generation
(2006) Secret Ambition
(2007)
Justice to Believe est le 14e single de la chanteuse et seiyū japonaise Nana Mizuki sorti le 15 novembre 2006 sous le label King Records. Le single est un double face-A. Il arrive 4e à l'Oricon. Il se vend à 23 596 exemplaires la première semaine et reste classé 11 semaines pour un total de 41 274 exemplaires vendus.
Justice to Believe a été utilisé comme thème pour le jeu vidéo WILD ARMS the Vth Vanguard sur PS2. Aoi Iro se trouve sur l'album Great Activity tandis qu'une autre version de Justice to Believe, Justice to Believe (Museum Style), se trouve sur la compilation The Museum.

## Liste des titres
| 1. | Justice to Believe (lit. Croire en la justice) | 5:02 |
| 2. | Aoi Iro (アオイイロ (lit. Couleur lavande)     | 4:24 |
| 3. | Justice to Believe (without NANA)              | 5:02 |
| 4. | Aoi Iro (without NANA) (アオイイロ)            | 4:22 |

Auteurs : Les paroles de la 1re chanson sont composées par Nana Mizuki tandis que la musique et les arrangements sont faits par Noriyasu Agematsu (Elements Garden). Les paroles de la 2e chanson sont composées par Bee' tandis que la musique et les arrangements sont faits par AGENT-MR.